# District suburbain de Yangquan
Le district suburbain de Yangquan (郊区 ; pinyin : Jiāo Qū) est une subdivision administrative de la province du Shanxi en Chine. Il est placé sous la juridiction de la ville-préfecture de Yangquan.